# Feistritzbach (Granitzenbach)
Der Feistritzbach ist ein fast 9 Kilometer langer rechter Zufluss zum Granitzenbach bei Möbersdorf in der Steiermark.

## Geographie

### Verlauf
Der Feistritzbach entsteht etwas unterhalb von Kleinfeistritz durch den Zusammenfluss seiner Oberläufe, des rechten Stüblerbaches aus dem Südosten und des linken Kothbaches aus dem Südsüdosten, die beide an der Nordwestflanke der Stubalpe entspringen. Von dort fließt er, anfangs westwärts, auf Möbersdorf zu. Auf der folgenden Gewässerstrecke sind allein der Koinerbach, ab dessen Zufluss der Feistritzbach nordwestwärts weiterfließt, und der Donauerbach nennenswerte Zubringer, beide kommen von links. Wenig unterhalb von Möbersdorf mündet der Feistritzbach von rechts in den Granitzenbach ein, der selbst bald danach und wenig abwärts von Zeltweg der Mur zumündet.

### Zuflüsse
Vom Zusammenfluss zur Mündung. Auswahl.
- Kothbach, linker Oberlauf von Südsüdosten
- Stüblerbach, rechter Oberlauf von Südosten
- Burgstallergraben, von rechts
- Koinerbach, von links
Ab diesem Zufluss nordwestlicher Verlauf
- Merlgraben, von rechts bei Hopfgarten
- Gopitzbach, von links
- Jandlbach, von rechts
- Donauerbach, von links
- (Linker Teilungsarm des Bachs aus dem Fuchsgraben), von rechts nach Großfeistritz